# Новокуйбышевский троллейбус
Новокуйбышевский троллейбус — система троллейбусного транспорта города Новокуйбышевска. Эксплуатация начата 4 января 1986 года. Муниципальное предприятие «Новокуйбышевское муниципальное унитарное пассажирское транспортное предприятие» занимается эксплуатацией как автобусной, так и троллейбусной систем города. В городе один троллейбусный парк, 11 маршрутов.
Троллейбус получил развитие в городе из-за наличия на его территории многочисленных производств, вредных для экологии, и в первую очередь нефтеперерабатывающего завода. Новокуйбышевск при числе жителей 115 тысяч человек имеет 11 троллейбусных маршрутов. Это связано с тем, что часть из них работает только в «часы пик», а маршруты «туда» и «обратно» имеют различную нумерацию.

## Организация
Эксплуатацию троллейбусной сети осуществляет «Новокуйбышевское муниципальное унитарное пассажирское транспортное предприятие», расположенное по адресу: Новокуйбышевск, ул. Кирова, 8А.
Троллейбусное депо введено в эксплуатацию в 1985 году, проектная вместимость — 100 машино-мест.

## Маршруты
На 2024 год в Новокуйбышевске действует 11 троллейбусных маршрутов: 
- № 1 72-й квартал — ЗАО Строитель С (ежедневно)
- № 2 72-й квартал — ЗАО Строитель С(ежедневно)
- № 3 72-й квартал — ТЭЦ-2 (ежедневно, в час пик)
- № 4 72-й квартал — ТЭЦ-2 (только по рабочим дням в час пик)
- № 5 72-й квартал — Рынок — 72-й квартал(ежедневно, полукольцевой)
- № 6 72-й квартал — Рынок — 72-й квартал(ежедневно, полукольцевой)
- № 7 72-й квартал — ОАО НК НПЗ (только по рабочим дням в час пик)
- № 9в 72-й квартал — 39-й квартал — ТЭЦ-2 (только по рабочим дням утром, односторонний)
- № 9к Рынок — ТЭЦ-2 (только по рабочим дням утром, односторонний)
- № 12 72-й квартал — 39-й квартал — ЗАО Строитель С (утром в рабочие дни, односторонний)
- № 16 72-й квартал — 39-й квартал — ОАО НК НПЗ (утром в рабочие дни)

## Подвижной состав
БКМ 321
БТЗ-52761Р
БТЗ-52764Р
ВЗТМ-5284

### Театральный троллейбус
Совместным проектом театра-студии «Грань», администрации города Новокуйбышевска и новокуйбышевского Дворца культуры стал «Театральный троллейбус».